# Héron impérial
Ardea insignis
Espèce
Statut de conservation UICN

 CR C2a(i) : 
En danger critique
Le Héron impérial (Ardea insignis) est une espèce d'oiseaux de la famille des Ardeidae vivant dans les collines orientales de l'Himalaya. Il fait partie de la liste des 100 espèces les plus menacées au monde établie par l'UICN en 2012.

## Description
Le Héron impérial possède un long bec effilé et de longues pattes minces. Sa silhouette est comparable à celle du Héron cendré.
Les plumes sur le cou, la tête et le haut de la poitrine sont gris-sombre, avec la gorge et le ventre blanc. Le reste est gris foncé, presque noir. Les jeunes sont plus brunâtres.
Il peut atteindre une hauteur de 127 cm.

## Cris et chant
Le Héron impérial a un cri fort en forme de profond croassement, ock ock ock ock urrrrrr.

## Répartition

résident permanent
non nicheur

Cet oiseau vit au Bhoutan, du nord-est de l'Inde aux collines du Bangladesh, au nord du Myanmar et, historiquement au moins, dans le centre et l'ouest du Myanmar.

## Habitat
Le Héron impérial vit aux abords de points d'eau tels que les lacs, les marais et les petits ou grands cours d'eau. Son habitat se situe à proximité de forêts subtropicales latifoliées, jusqu'à une altitude de 1 500 mètres.

## Comportement
Le Héron impérial est généralement solitaire, et cherche les zones inaccessibles et calmes.

## Population
Le Héron impérial est classé comme espèce en danger par l'UICN. Sa population ne doit pas dépasser le millier d'individus matures, répartis sur une superficie totale d'environ 58 000 km2.